# Андриня, Ингрида
И́нгрида А́ндриня (латыш. Ingrīda Andriņa; 23 июня 1944 — 17 сентября 2015) — советская и латвийская актриса театра и кино.

## Биография
Ингрида Андриня (в замужестве Калниня) родилась 23 июня 1944 года в Риге, отец — дизайнер, работал в текстильной промышленности, спортсмен. Мать — копировщица.
Окончила рижскую среднюю школу № 2 (1963) и актёрский факультет Всесоюзного государственного института кинематографии в Москве (1967).
Первую роль в кино — безымянной женщины, бросившей своего ребёнка в роддоме — Ингрида Андриня сыграла в фильме «Дети Дон Кихота»,  будучи студенткой ВГИКа. Актриса едва не отказалась от съёмок, она не хотела «навешивать» на себя ауру столь отрицательной героини и даже попросила не указывать своей фамилии в титрах. Тогда режиссёр Евгений Карелов нашёл оригинальное решение — зрители ни разу не увидели лица персонажа; единственная сцена, небольшая, но предельно драматичная, была начинающей артисткой, рядом с таким мощным, харизматичным партнёром как Анатолий Папанов, «сыграна спиной» и очень высоко оценена и критикой, и коллегами-кинематографистами.
После окончания учёбы — актриса Драматического театра им. А. Упита (Национального театра). С 2001 года работала за штатом.
По-настоящему дебютировала в кинематографе в роли Норы в короткометражном фильме «В предрассветной дымке» (1967).
Много снималась на разных киностудиях Советского Союза. Всесоюзную популярность актрисе принесли роли в костюмно-приключенческих фильмах «Последняя реликвия» (1969) и «Слуги дьявола» (1970).
Пик творческой активности пришёлся на 1970-е годы. Из ролей, сыгранных в этот период, выделяются роль геофизика Кристы в драме «Водопад» и роль немецкой девушки из Берлина в киноэпопее «Освобождение».

## Творчество

### Роли в театре

#### Драматический театр им. А. Упита (Национальный театр)
- 1969 — «Дни портных в Силмачах» Рудольфа Блауманиса — Иевиня
- 1970 — «Однажды, в Новогоднюю ночь…» Эмиля Брагинского и Эльдара Рязанова — Галя
- 1971 — «Золушка» Евгения Шварца — Золушка
- 1973 — «Двери хлопают» Мишеля Фермо — Доминика
- 1981 — «Месье Амилькар» Ив Жамиака — Вирджиния
- 1984 — «Метеор» Петериса Петерсона — Матиола
- 1986 — «Вагончик» Нины Павловой — Цыпкина
- 1991 — «Сцены из супружеской жизни» Ингмара Бергмана — Берта
- 1991 — «Геда Габлер» Генрика Ибсена — Берта
- 1994 — «Большой улов» Анны Бригадере — Милда
- 1995 — «Цеплис» по роману Павила Розитиса — Лилия
- 1998 — «Рига» Аугуста Деглава — Торговка
- 2001 — «Свенсон Свенсон» М. Хьюгарта — Представитель Армии Спасения
- 2006 — «Благотворительный базар» Адольфа Алунана — Депутат
- 2007 — «Принц и нищий» по роману Марка Твена — Придворная дама

### Фильмография
| Год  |   | Название                           | Роль                                   |
| ---- | - | ---------------------------------- | -------------------------------------- |
| 1965 | ф | Дети Дон Кихота                    | девушка, стоящая спиной (нет в титрах) |
| 1967 | ф | В предрассветной дымке             | Нора                                   |
| 1967 | ф | Человек в зелёной перчатке         | мать Лины и Лина Ковелло               |
| 1968 | ф | День ангела                        | жена Саши                              |
| 1969 | ф | Последняя реликвия                 | Агнес                                  |
| 1969 | ф | Ночь перед рассветом               | Имя персонажа не указано               |
| 1970 | ф | Слуги дьявола                      | Цецилия                                |
| 1971 | ф | Я, следователь…                    | Элга Смилдзиня                         |
| 1971 | ф | Последний рейс «Альбатроса»        | Эрика Зандлер                          |
| 1971 | ф | Дорога на Рюбецаль                 | Анне-Мари                              |
| 1971 | ф | Город под липами                   | Айна                                   |
| 1972 | ф | Слуги дьявола на чёртовой мельнице | Цецилия                                |
| 1972 | ф | Бой после победы                   | Имя персонажа не указано               |
| 1972 | ф | Освобождение                       | немка                                  |
| 1973 | ф | Водопад                            | Криста                                 |
| 1974 | ф | В Баку дуют ветры                  | Эрика                                  |
| 1979 | ф | Незаконченный ужин                 | сестра Мартина Бека                    |
| 1983 | ф | Трест, который лопнул              | жена Эзры Планкета                     |
| 1994 | ф | Фигуры                             | Имя персонажа не указано               |
| 2002 | ф | Каменская-2                        | слабоумная старуха                     |
| 2004 | с | Красная капелла                    | Имя персонажа не указано               |
| 2010 | ф | Наследие Рудольфа                  | Имя персонажа не указано               |